# Ánxel Fole
Ánxel Fole Sánchez (Lugo, 11 de agosto de 1903-ibíd. 9 de mayo de 1986) fue un escritor español que escribió en gallego y castellano que cultivó todos los géneros literarios (narrativa, poesía, teatro y ensayo), aunque debe su fama a sus libros de cuentos, recogidos en cuatro volúmenes. Perteneció, junto a Álvaro Cunqueiro y Rafael Dieste, a la generación de escritores gallegos formados antes de la Guerra Civil.
Estudió en el colegio de los Padres Maristas, luego en el Seminario y obtuvo el bachillerato en el Instituto de Lugo en 1917. En la adolescencia descubrió a los poetas románticos españoles José de Espronceda y Gustavo Adolfo Bécquer y a partir de entonces se dedica a la lectura con pasión. De la literatura gallega leerá pronto los poetas del Rexurdimento, fundamentalmente Rosalía de Castro y Curros Enríquez. También se entusiasmará con Valle-Inclán y Antonio Machado. Álvaro Cunqueiro, compañero de instituto, fue un gran amigo suyo y con quien mantuvo una relación corta que finalizó debido a los prejuicios de la época.
Inició la carrera de Filosofía y Letras en la Universidad de Valladolid, con la idea de hacerse notario pero luego se traslada a Santiago de Compostela, hasta 1933, sin llegar a obtener la licenciatura por problemas económicos y también porque se interesaba más por la literatura y la vida estudiantil que por sus estudios académicos.
Comenzó a dedicarse al periodismo, que no abandonaría nunca del todo. En 1931 inauguró en el periódico lucense El Progreso la serie «Cartafolio de Lugo», que se mantendría a lo largo de los años. En 1932 funda y dirige, también en Lugo, la revista literaria vanguardista Yunque, en la que se publicaron por primera vez los poemas gallegos de García Lorca. En 1933 se convirtió en redactor del periódico vigués El Pueblo Gallego, en el que publicó su primer artículo en gallego al año siguiente. Fue corresponsal en Lugo de la agencia de noticias Febus, más tarde transformada en EFE. En 1936, comenzada ya la guerra civil española, continuó con la edición de la revista compostelana Resol, lo que le supuso un gran riesgo.
Precisamente a causa de la guerra no se llegó a publicar su primer libro de relatos «Auga Lizgaira», que estaba ya en la imprenta para ser editado en 1936. El texto se perdió y actualmente se conocen solamente dos de sus relatos, que había publicado en la revista Nós, y uno que había aparecido en El Pueblo Gallego.
Al término de la guerra, opta por no exiliarse, como otros escritores como Dieste, pero se vio sometido a un total ostracismo interior. En 1941 deja Lugo para vivir en el campo (Quiroga, Incio y la Sierra del Caurel) y publica sus dos primeros libros de cuentos, «Á lus do candil» (1953) y «Terra Brava» (1955), y la pieza teatral «Pauto do Demo» (1958). Sus otros dos libros de relatos son «Contos da néboa» (1972) e «Historias que ninguén cre» (1981). A pesar de su retiro al campo, continuó colaborando en la prensa. En 1953 retornó a Lugo, dónde se establece definitivamente. Ingresó en la Real Academia Gallega el 5 de octubre de 1963, día de San Froilán (patrón de Lugo). En 1984, obtuvo la Medalla Castelao. En 1997 se le dedicó el Día de las Letras Gallegas y se emitió un sello de correos en su honor con una caricatura de Siro López.
En su narrativa, heredera de las de Álvaro Cunqueiro, Castelao y Otero Pedrayo, Fole presenta la geografía de los lugares de montaña en los que vivió, así como los trabajos, costumbres, diversiones, etc. de sus habitantes a mediados del siglo XX. La lengua de sus relatos recoge el habla popular e incluye abundantes vulgarismos, galleguismos y dialectalismos, peculiares de las zonas donde sitúa los hechos que cuenta. Sus escritos acercan una información etnográfica y antropológica fundamental del medio rural gallego antes de la llegada de la mecanización.